# 格闘技の一覧
格闘技の一覧（かくとうぎのいちらん）は、一定の歴史、知名度のある主要な格闘技の一覧（武術も一部含む）。

## 地域別分類

### アジア
詳しくはアジアの武術一覧を参照。

#### 日本
詳しくは武芸一覧を参照。
- 相撲
- 日本拳法
- 新体道
- 七帝柔道
- 空手道
- 柔道
- 少林寺拳法
- 合気道
- 躰道
- 大道塾空道
- 剣道
- 銃剣道
- 居合道
- 抜刀道
- 短剣道
- 薙刀術
- 小太刀術
- 手 (沖縄武術)
- 和 (古流柔術)
- 相生道
- 忍術
- 弓術
- 弓道
- 杖道
- 護道
- 骨法
- 逮捕術
- 矯正護身術
- 綜警護身術
- 自衛隊格闘術
- 自衛隊逮捕術
- シュートボクシング
- キックボクシング

#### 中国
詳しくは中国武術一覧を参照。
- 酔拳
- 擒拿
- 散打
- 少林拳
- 太極拳
- 洪家拳
- 八門拳
- 天山派
- 截拳道
- 詠春拳
- 蔡李佛拳
- 白猿通背拳
- シュアイジャオ
- チベット相撲
- ボアボム
- 孫賓拳
- 蟷螂拳
- 八極拳
- 形意拳
- 白鶴拳

#### インド
- ガッカ
- タンタ
- シランバム
- カラリパヤット
- クシュティー
- ヴァジュラムスティ
- マッラ・ユッダ
- ヴァジュラ・ヨガ
- ヴァルマ・カライ
- クットゥ・ヴァリサイ

#### スリランカ
- カラバナ
- アンガム・ポラ
- チェーナ・アディ

#### モンゴル
- ブフ（モンゴル相撲）

#### ブータン
- ブータン相撲

#### 朝鮮
詳しくは朝鮮半島の武術一覧を参照。
- テコンドー
- シルム
- テッキョン
- ハプキドー
- 特攻武術（韓国軍）
- 撃術（北朝鮮軍）

#### タイ
- 古式ムエタイ
- ムエタイ
- フォンジューン
- クラビー・クラボーン

#### カンボジア
- ボッカタオ
- プラダル・セレイ
- クバチ・クン・ボーラン
- クバチ・クン・ダンボン・ベン

#### インドネシア
- クンタオ
- シラット

#### マレーシア
- トモイ
- マレー・シラット

#### ベトナム
- ベトナム武術
- ボビナム
- ヴォー・トゥアット
- ビンディン
- ヴァット
- 天門道

#### ラオス
- ムエラオ
- リン・ロム

#### ミャンマー
- ラウェイ
- バンシャイ
- ポンイ・サイン

#### フィリピン
- シカラン
- エスクリマ
- パナントゥカン
- キノ・ムタイ

#### キルギス
- クロシュ

#### ウズベキスタン
- クラッシュ
- ジャンサナチ

#### ジョージア
- チダオバ

#### トルコ
- アマロク
- マトラク
- ヤールギュレシ

#### イスラエル
- クラヴ・マガ

#### イラン
- コシティ
- ズルハネ
- クンフー・トーア

### ヨーロッパ
詳しくはヨーロッパの武術一覧を参照。

#### イギリス
- ボクシング
- ダークダンス
- クオータースタッフ
- シングルスティック
- キャッチ・アズ・キャッチ・キャン
- バーティツ

#### アイルランド
- バタリャハト

#### フランス
- サバット
  - ラ・カン
- ジョスト
- バトン・フランセ

#### ドイツ連邦共和国
- ヨーロピアン柔術
- ドイツ流剣術

#### スイス
- シュヴィンゲン

#### イタリア
- シチリアン・スチレット
- イタリア式棒術

#### ギリシャ
- パンクラチオン
- 古代ギリシアのボクシング
- 古代ギリシアのレスリング

#### アイスランド
- グリマ

#### ロシア
- サンボ
- コンバットサンボ
- ハンド・トゥ・ハンド
- システマ
- クラチニイ・ボイ
- ステンカ

#### ノルウェー
- スタヴ

#### スペイン
- シポータ
- シトラ・アチラ
- フエゴ・デル・パーロ

#### ポルトガル
- ジョゴ・ド・パウ

#### オーストリア
- ランゲルン

#### モルドバ
- トゥリンタ（ルーマニア語版）

#### ハンガリー
- バランタ

#### ウクライナ
- カザク
- ホパーク

#### リトアニア
- サビヤ

### アメリカ大陸
詳しくは北米の武術一覧を参照。
詳しくは中南米の武術一覧を参照。

#### メキシコ
- ルチャリブレ

#### キューバ
- マニ

#### アルゼンチン
- エスグリマ・クリオーラ

#### ボリビア
- ティンク

#### ベネズエラ
- ガローテ・トクヤーノ
- コンバーテ・デ・スミシオン・カリーベ

#### チリ
- カイ･テン
- ケチュ・レプ
- コジェジャウジン

#### ハイチ
- ティレ・マチェット

#### ブラジル
- ブラジリアン柔術
- バーリトゥード
- マクレレ
- カポエイラ
- ルタ・リーブリ

#### アメリカ合衆国
- MMA（総合格闘技）
- プロ空手
- プロレス
- カジュケンボ
- ソルジャー・キャノン
- カプ・クイアルア
- アメリカ陸軍格闘術
- 海兵隊マーシャルアーツプログラム

#### カナダ
- オキチタウ

### アフリカ大陸
詳しくはアフリカの武術一覧も参照。

#### ナイジェリア
- ダンベ

#### エチオピア
- テスタ
- スルマ棒術

#### セネガル
- ラム（セネガル相撲）

#### エジプト
- アハ
- ヒクタ
- タフティーブ

#### アルジェリア
- マトラグ

#### アンゴラ
- バッスーラ

#### マダガスカル
- モラング

#### 南アフリカ共和国
- ムサンウェ
- ングニ棒術

#### マサイ族
- ナクバブカ

### オセアニア
詳しくはオセアニアの武術一覧を参照。

#### ニュージーランド
- マタルア